# Luniella
Luniella is een geslacht van kreeftachtigen uit de klasse van de Malacostraca (hogere kreeftachtigen).

## Soorten
- Luniella pubescens (Dana, 1852)
- Luniella pugil (Dana, 1852)
- Luniella scabriculus (Dana, 1852)
- Luniella spinipes (Heller, 1861)